# 臺南府儒學訓導
台南府儒學訓導職隸屬於台灣道之台灣府，為台灣清治時期的地方官員，該官職主要從事南台灣境內之教育行政部分，品等雖不高，但是地位崇高。不過於1888年設置之台南儒學訓導旋即於1890年裁撤。不過值得一提的是，唯一一任之儒學訓導楊克彰為北台灣人，是為少見，本籍為台灣人的台灣地方官官員。

## 歷任
| # | 姓名   | 任職日期(西曆) | 任職日期(中曆) |
| - | ------ | -------------- | -------------- |
| 1 | 楊克彰 | 1888年         | 光緒十四年     |